# St. Michael (Gaurettersheim)

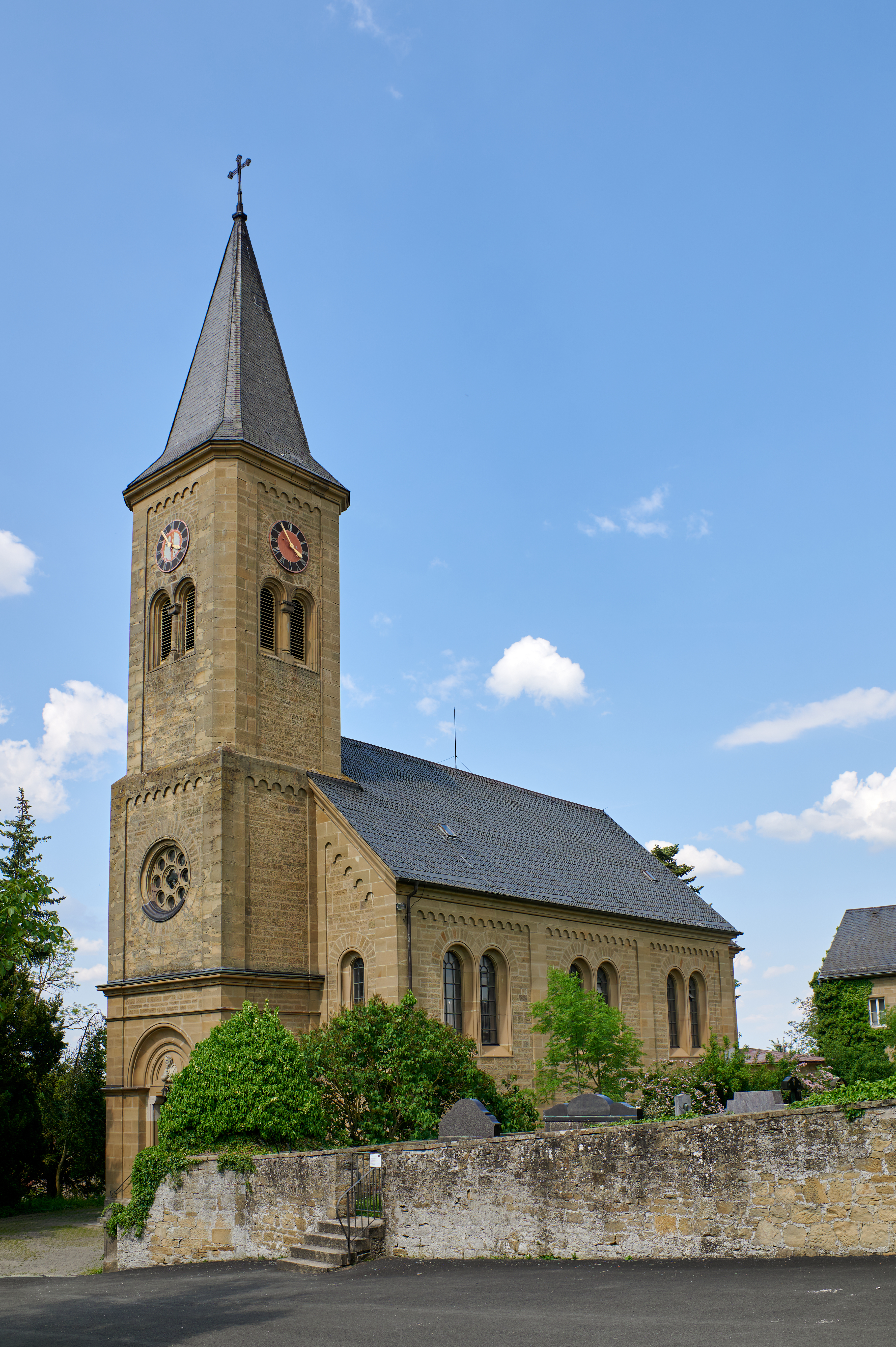
St. Michael (Gaurettersheim)

Die römisch-katholische Pfarrkirche St. Michael ist eine denkmalgeschützte Kirche in Gaurettersheim, einem Ortsteil des Marktes Bütthard im Landkreis Würzburg (Unterfranken, Bayern). Das Bauwerk ist unter der Denkmalnummer D-6-79-122-40 als Baudenkmal in der Bayerischen Denkmalliste eingetragen. Die Pfarrei gehört zur Pfarreiengemeinschaft Giebelstadt Bütthard im Dekanat Würzburg des Bistums Würzburg.

## Beschreibung
Die neuromanische Saalkirche aus Quadermauerwerk wurde 1874 erbaut. An das Langhaus aus drei Jochen schließt sich im Osten ein eingezogener, dreiseitig geschlossener Chor an. Im Westen steht der leicht eingestellte Kirchturm. Sein oberstes Geschoss mit abgeschrägten Ecken beherbergt die Turmuhr und hinter den als Biforien gestalteten Klangarkaden den Glockenstuhl, in dem fünf Kirchenglocken hängen. Darauf sitzt ein schiefergedeckter Knickhelm. Jeweils zwei Bogenfenster der Seitenwände des Langhauses sind durch Lisenen und Bogenfriese gerahmt. Lisenen und Bogenfriese gliedern auch die Wände des Kirchturms.